# Punt van Kirkman
Een punt van Kirkman is een snijpunt van drie goedgekozen pascallijnen.
Gegeven een zeshoek {\displaystyle ABCDEF} ingeschreven in een kegelsnede, gaan de pascallijnen van deze zeshoek en de zeshoeken {\displaystyle AEFBDC} en {\displaystyle ABDFEC} door een punt. Het gezamenlijke snijpunt is een punt van Kirkman. Door verschillende keuzes in rangschikking van de zes gegeven punten op de kegelsnede, kunnen 60 verschillende punten van Kirkman worden aangewezen. Er zijn bij ieder punt van Steiner steeds drie punten van Kirkman te vinden, zodat die vier op een lijn liggen. Die lijn heet een cayleylijn. Tezamen vormen de pascallijnen, cayleylijnen en punten van Kirkman en Steiner een symmetrische 804-configuratie.
De punten van Kirkman zijn naar Thomas Penyngton Kirkman genoemd, die hun bestaan bewees.